# Brit Szabadcsapatok
A Brit Szabadcsapatok (angolul: British Free Corps, németül: Britisches Freikorps, röviden BFC) részben náciszimpatizáns angolokból létrejött katonai alakulat, amely a Waffen-SS kötelékében, a Harmadik Birodalom oldalán próbált részt venni a második világháborúban. Eredetileg az egységnek a Szent György Brit Légió (angolul: British Legion of St George, németül: Britische Legion des Heiligen Georg) nevet szánták. Adrian Weale brit történész szerint a csapat létszáma alig 54-59 fő volt, de kevesebb mint 27 ember (egy hagyományos Wehrmacht-szakasznál is kisebb egység) került bevetésre közülük, és ténylegesen sose harcoltak.

## Létrejötte
Az egység létrehozásának ötlete John Amery brit fasisztától származik, aki a Szovjetunió elleni háború megkezdése után, 1942-ben utazott Berlinbe, és vállalkozott rá, hogy a németek számára létrehoz önkéntesekből álló haderőt a bolsevizmus elleni harcra. Ameryt a megszállt Franciaországban, ottani kollaboránsok által létrehozott antibolsevik légió példája inspirálta, ugyanakkor más megszállt nyugat-európai országokban is állítottak fel hasonló kollaboráns katonai alakulatokat, mint a Norvég Légiót Norvégiában, a Dán Szabadcsapatokat Dániában, a Holland Önkéntes Légiót Hollandiában vagy a Vallon és Flamand Légiót Belgiumban, melyeket a németek mind-mind a szovjet fronton vetettek be. Még Francisco Franco spanyol diktátor is küldött egy teljes hadsereget önkéntesek címén, az ún. Kék Hadosztályt, amelyben több mint negyvenezer spanyol, sőt portugál katona is szolgált, jelentős mértékben hozzájárulva az oroszok elleni háborúhoz.

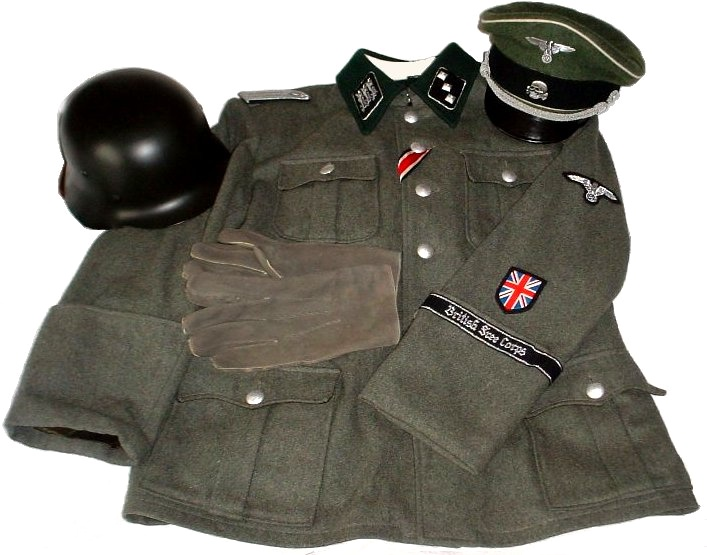
A Brit Szabadcsapatok egyenruhája

Amery igen aktívan igyekezett toborozni önkénteseket, ehhez számos angol nyelvű rádiós propagandát gyártott, felszólítva bennük honfitársait, hogy csatlakozzanak a Szovjetunió elleni háborúhoz. Megjegyzendő, hogy Hitler többször kereste a megegyezést Nagy-Britanniával, mivel a Mein Kampfban is a németeket és angolokat tökéletes fajúnak és testvéri nemzetnek tartotta, akik így ketten együtt a világ abszolút uraivá válhatnának. Rudolf Hess híres repülése Angliába is azt a célt szolgálta, hogy békemegállapodást eszközöljön ki, s Anglia ne háborúzzon Németországgal, hanem közösen indítsanak támadást a kommunista Oroszország ellen. Sztálinban is élt egy paranoid meggyőződés, hogy az angolok netán megegyezésre törekednének Hitlerrel az ellene való fellépés érdekében. Csakhogy Winston Churchill, aki maga is olvasta a Mein Kampfot, felismerte a Hitlerben rejlő potenciális veszélyt és politikájában is erőteljesen az Anglia és Németország közötti bármiféle együttműködés ellen állt ki.
Amery egyszemélyes kampányát nem kísérte szerencse, ami az általa Szent György Brit Légiónak nevezett egység felállítását célozta, ugyanis csak négy embert tudott meggyőzni a csatlakozásról, holott legalább 100 fő rekrutálását irányozta elő. Nehézséget okozott Amery túlzott vallásossága (amely megnyilvánult a tervezett alakulat nevében is), mely ellentétben állt a nácik vallásellenes ideológiájával.

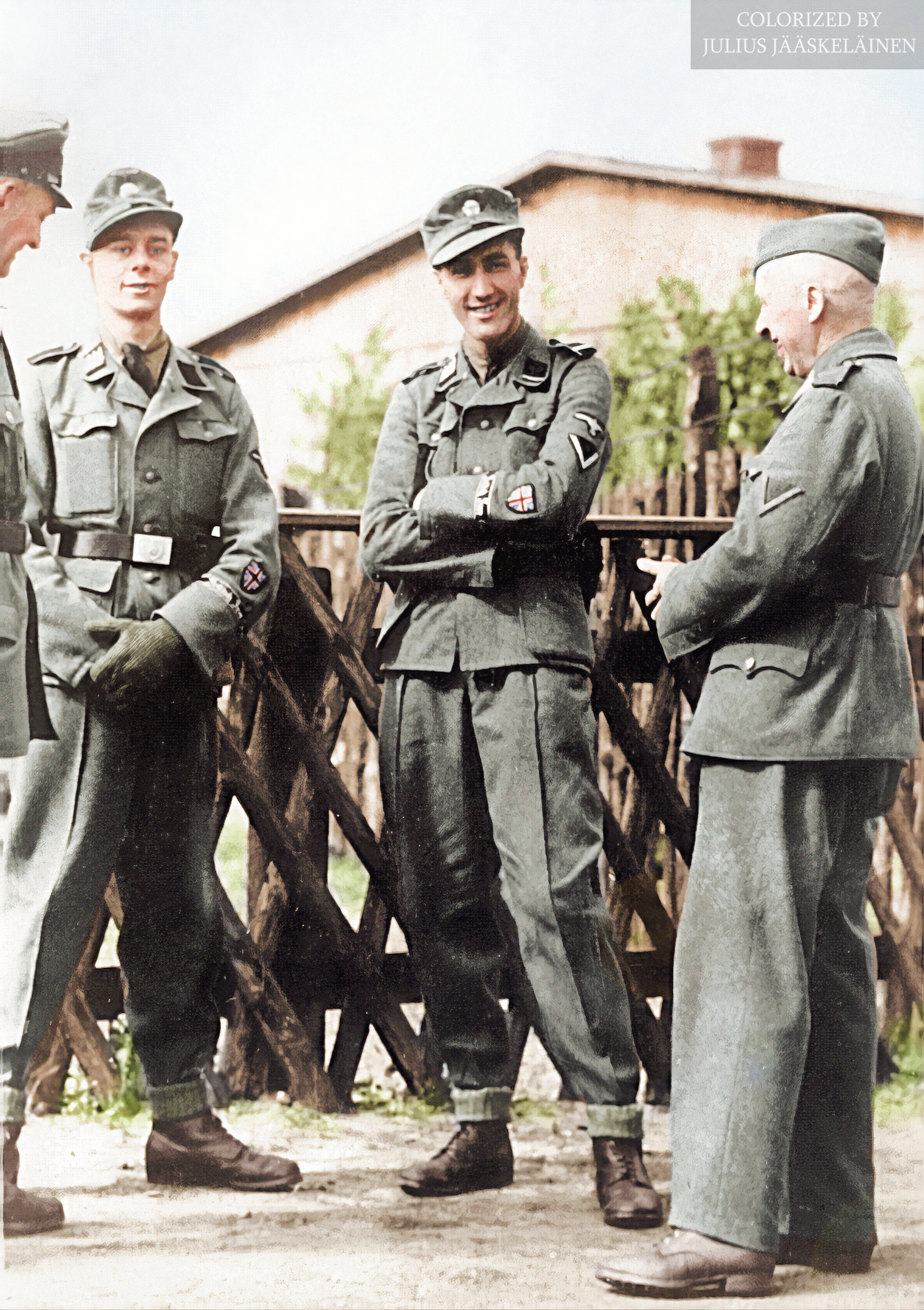
A fotón középen Kenneth Berry és Alfred Minchin két némettel beszélget

A németek azonban nem tettek le az egység létrehozásáról, viszont ők a maguk kifinomult módszereit próbálták alkalmazni. A toborzást 1943 augusztusában kezdték a Berlin melletti Genshagen fogolytáborában, ahol sikerült is néhány újoncra szert tenniük. Az első tagok az év novemberében Pankowba kerültek át. Az év végén további újoncokat kaptak Luckenwaldéból, ahol egy vallatótábor működött. 1944. január 1-jén a viszonylag kis létszámú önkéntes csapatot hadtestté minősítették, majd február elején Hannover közelébe helyezték át. 1944. április 20-án (Hitler születésnapján) megkapták egyenruháikat is. 1944. október 11-én a brit önkéntesek a Waffen-SS drezdai kiképzőtáborába kerültek, hogy felkészítsék őket a frontszolgálatra. 1945. február 24-én Berlinbe csoportosították az egységet, innen a várostól nem messze fekvő Niemegk falucskában lett kijelölve a bázisuk.
A csapat tagjai szinte kizárólag német fogságba esett brit katonákból álltak. 2002-ben az ausztrál Robert Chipchase állítása szerint maga is tagja volt a Brit Szabadcsapatoknak, ám hamar meggondolta magát és kilépett a hadtestből, ami miatt egy büntetőtáborba került.
A németek újságot hoztak létre a hadtest számára, hogy további hadifoglyokat toborozzanak, és népszerűsítsék számukra a náci, valamint kommunistaellenes propagandát. Az angol hadifoglyokkal igyekeztek minél előzékenyebben is bánni, egy hollandiai fogolytáborban gyümölcsöt és cigarettát osztogattak a számukra, mialatt a tisztek a propagandát szavalták, amelyben az igazi ellenséget a Szovjetunióban nevezték meg. Az olyan táborokban, mint Genshagen olyan körülményeket hoztak létre a számukra, ami hasonlított egy egyszerű üdülőtelephez. A brit katonákat azzal is próbálták megnyerni, hogy angolul tudó német tiszteket és közkatonákat osztottak be az őrzésükre. Az őrök felettesei ráadásul hírszerző tisztek voltak, akik információkat gyűjtöttek az angol katonákról, míg egy John Henry Owen Brown nevű brit altiszt segédkezett a toborzásban, aki már a háború előtt tagja volt a Brit Fasiszta Uniónak. Később kiderült, hogy Brown kettős játékot űzött, mert miközben a németek bizalmába férkőzve táborvezetői rangot is nyert és Berlinben szabadon mozoghatott, a táboron belül feketepiaci kereskedelem formájában tett szert haszonra, és a várható német bombázásokról küldött kódolt leveleket az MI6-nak (a brit hírszerzésnek).

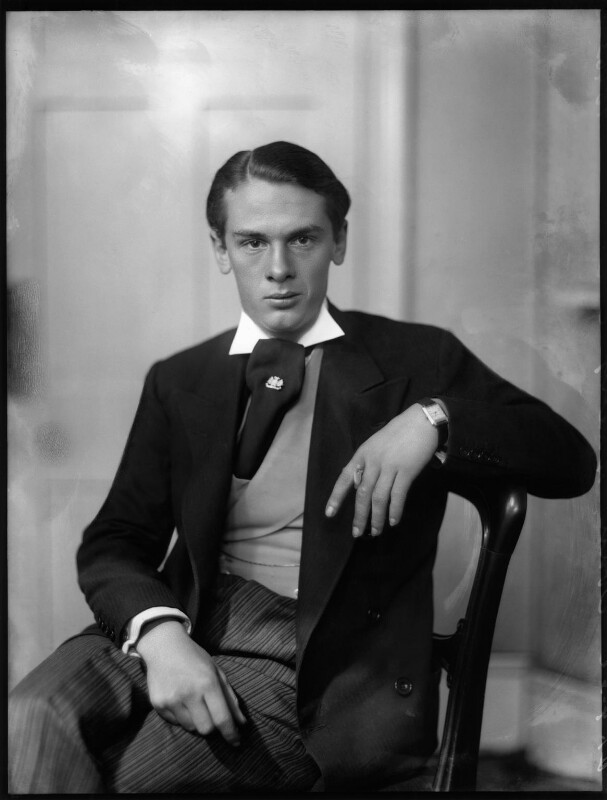
John Amery 1932-ben

## Tisztikar
A Brit Szabadcsapatoknak nem volt saját parancsnoksága, mivel a Waffen-SS nem talált erre a posztra alkalmas tisztet a hadifoglyok között. Az egységnek csupán három német nemzetiségű irányítója volt:
- Hans Werner Roepke SS-Hauptsturmführer (1943–1944), aki kezdeményezte a kevés összeszedett önkéntes katonai egységbe tömörítését
- Walter Kühlich SS-Obersturmführer (1944–1945)
- Alexander Dolezalek SS-Hauptsturmführer (1945).

Vannak források, amelyek szerint Leonard Parrington dandártábornok is az egység tagja volt, akit a németek Görögországban fogtak el. A jelenkori vélemények szerint ez egy tévedés, ami annak tudható be, hogy 1943 néhányan látták Parringtont Genshagenben. Itt ráadásul a tábornok tett egy olyan megjegyzést, miszerint tisztában van a tábor céljával, ezt pedig néhány önkéntes úgy értelmezhette, hogy Parrington maga is egyet ért a toborzással.
Alacsonyabb tiszti fokozatok tekintetében hat személy ért el ilyen státuszt a hadtestben, akik egyébként megbízhatóbbak voltak Brownnál: Thomas Heller Cooper (aki a legtöbb foglyot toborozta a szabadcsapatok számára), Roy Courlander (Új-Zélandról származott), Edwin Barnard Martin (Kanadából származott), Frank McLardy, Alfred Minchin és John Wilson. A később Nagy Hatos-nak elkeresztelt tisztikarnak valószínűleg nem lehetett valódi vezető szerepe az önkéntesek között, sőt a tiszti állomány időszakosan változott is (pl. hosszabb betegszabadságok miatt).
Roepke nagy reményeket fűzött egy William Shearer nevű fiatal hadnagyhoz, de a hadnagyról később kiderült, hogy szkizofrén. 
A toborzásokat a német hadvezetés 1943 végén leállította, és a kedvezőbb körülmények biztosító táborokat is megszüntette. Utóbb a programot Oskar Lange tanácsai alapján újrakezdték 1944-ben, akkor már zsarolás, kínzás és megfélemlítés eszközével éltek újonnan fogságba esett britekkel szemben, egyetlen kiútként a szabadcsapatokhoz való csatlakozást kínálva nekik. Ez a módszer sem volt túl sikeresnek mondható, mert csak 14 angol katonát sikerült átállásra bírni, akik szintén nem ragaszkodtak feltétlenül a Wehrmachtban történő katonai szolgálathoz. Volt eset, amikor az alakulatot büntetőegységként használták: két angolt nemi erőszak bűncselekménye miatt soroztak be, amit német nők sérelmére követtek el.
A kudarcok ellenére az SS nem veszítette el érdeklődését az angol hadifoglyok iránt, de a további toborzási kísérleteket már a háború kedvezőtlen alakulása gátolta meg.
A németek kötelezték magukat az önkéntesek előtt, hogy az angolszász erők ellen nem fognak harcolni, és nem végeztek olyan vizsgálatokat sem, miszerint minden önkéntes tisztafajú lehet-e.

## Frontszolgálat
A Brit Szabadcsapatok a háború kései (befejező) szakaszában, 1945 márciusában kerültek bevetésre. Moráljukat ekkor már erősen aláásta normandiai partraszállás híre, emiatt néhányan dezertáltak is. Erre kijelölt parancsnokuk, Walter Kühlich megfenyegette az egység tagjait, ha nem a harcolnak a szovjetek ellen, akkor koncentrációs táborba küldik őket.
Az egységet a 11. Nordland SS önkéntes páncélgránátos hadosztályhoz osztották, ahol több norvég és dán önkéntes is harcolt. Ezen belül a brit önkénteseket a 3. páncéloshadtest mellé rendelték.
Ekkoriban néhány újabb önkéntessel bővült a hadtest, mégpedig hat új-zélandi maorival, akik hazájuk hadseregénél tapasztalható rasszista bánásmód miatt álltak át a németekhez.
Az egység Stettinből került Angermündébe, majd egy felderítő egységhez irányították az Usedom szigetre. Ideiglenes parancsnoka az önkénteseknek a Sün (Hodge) kódnevet használó Douglas Berneville-Claye volt. Douglas a brit légierőnél szolgált, s hazájában büntetett előéletű számított egy csalási ügylete miatt.
Egy másik brit önkéntes különítményt a Odera nyugati partjánál fekvő Schöneberghez küldtek.
1945. április 16-án a hadtestet a Berlintől északra fekvő Templinbe vezényelték, majd miután a nordlandi hadosztály Berlinnek vette az irányt, az angol önkéntesek is Neustrelitzbe kerültek. A nácik brit önkénteseinek csak aprócska csatározások jutottak már. Érdemi lépések nélkül a többi német egységekkel együtt végül megindultak ők is nyugatnak, nehogy szovjet, hanem inkább brit vagy amerikai fogságba kerüljenek. Cooper és Fred Croft az amerikaiaknak adta meg magát május 2-án Schwerinben.

## Bírósági eljárások
A szövetségesek előtt nem volt titok a Brit Szabadcsapatok léte, köszönhetően Brown információinak is. Ezekről az angol és kanadai sajtó is részletesen beszámolt. A háború végeztével valamennyi tagjukat perbe fogták hazaárulásért. Edwin Martin azzal védekezett, hogy ő látszólag csatlakozott az egységhez, és csupán azért, hogy szabotálhassa azt. Védekezését azonban nem fogadták el, mert aktív tevékenysége inkább építő jellegű volt a hadtestre nézve, ugyanis ő alkotta meg az egység zászlóját és jelvényét, sőt olyan utazási igazolványt kapott, amellyel Németország szinte teljes területén biztosított neki szabad mozgást. A bíróság két vádpontban találta bűnösnek az ellenséggel való együttműködésért, amelyért Martin 25 éves börtönbüntetést kapott.
Courlander hasonlóképp védekezett, mint Martin, továbbá azt állította, hogy információkat próbált gyűjteni a szövetségesek számára, és a frontvonal mögötti polgári lakosságot igyekezett a németek ellen hangolni, kudarc esetén pedig további szabotázsakciókat tervezett. A bíróság nem fogadta el az ő védekezését sem, s Courlandert 15 évre ítélte, büntetéséből azonban 1951-ben kedvezménnyel szabadult. Courlander egyébként egy litvániai eredetű zsidó család sarjaként szolgált a szabadcsapatoknál.
John Ameryt, az egység létrehozásának kezdeményezőjét hazaárulásban találta bűnösnek a bíróság, s 1945. december 19-én Londonban felakasztották. Thomas Coopert is halálra ítélték, annak ellenére, hogy őt már 1944 novemberében elbocsátották egységtől, mert náciellenes bűnökkel vádolták. Cooperre is a bíróság halálbüntetést szabott ki, a büntetést azonban életfogytiglanra módosítottak, amelyből Cooper 1953-ban szabadult.
Frank McLardyt előbb életfogytiglanra ítélték, amit aztán tizenöt évre mérsékeltek, melyből végül csak hetet ült le. Szabadulását követően Németországba vándorolt ki.
Alfed Minchin hét évet kapott, amelynek letöltése után szabadult.

## Utóélete
A meglehetősen aprócska és katonailag teljesen jelentéktelen brit önkéntes SS-hadtest a brit parlament számára mégis rendkívül kínos volt, mert kezdeményezője, John Amery egy rendkívül befolyásos angol politikusi családból származott, sőt édesapja is vezető pozíciót töltött be a gyarmatügyi minisztériumban. A fiatal és viszonylag naiv Amerynek ráadásul anyai ágról protestáns hitre áttért magyarországi zsidók voltak a felmenői, mégis rajongott a Harmadik Birodalomért, a Wehrmachtért, az SS-ért és Hitlerért is.

## Érdekességek
- Az egység említésre kerül a Vörös vihar című 2006-os angol-német-magyar háborús filmdrámában, amelyben egy erőszakosan náciszimpatizáns önkénteseket próbál toborozni a brit hadifoglyok közül.